# ديفيد إمونز جونستون
ديفيد إمونز جونستون هو محامي وقاضي وسياسي أمريكي، ولد في 10 أبريل 1845، وتوفي في 7 يوليو 1917 في بورتلاند في الولايات المتحدة. نشط حزبياً في الحزب الديمقراطي. وقد انتخب عضو مجلس ولاية فيرجينيا الغربية ‏ وانتخب عضو مجلس النواب الأمريكي ‏.